# Miss Merkel
Miss Merkel (Miss Merkel – Ein Uckermark-Krimi) è una serie televisiva tedesca, tratta dai romanzi di David Safier. Vede come protagonista l'ex cancelliera tedesca Angela Merkel nel ruolo di investigatrice dilettante.

## Trama
Dalla fine della sua carriera politica Angela Merkel vive nell'Uckermark con il marito Joachim Sauer e la sua guardia del corpo Mike. Poiché Angela è stanca della pensione, inizia a indagare su degli omicidi, cosa che non piace né a suo marito, né alla sua guardia del corpo. I casi dovrebbero in realtà essere risolti dall'ispettore locale Hannemann, ma questi è pigro e non vuole vedere nemmeno le incongruenze più evidenti. Nelle sue indagini, Angela incontra la patologa forense dottoressa Radzinski, che a differenza dell'ispettore Hannemann, è molto colpita dalle capacità dell'ex cancelliera.

## Episodi
| nº | Titolo originale      | Titolo italiano   | Prima TV originale | Prima TV Italia |
| -- | --------------------- | ----------------- | ------------------ | --------------- |
| 1  | Mord im Schloss       | Morte al castello | 21 marzo 2023      | 12 luglio 2024  |
| 2  | Mord auf dem Friedhof | Morte al cimitero | 19 marzo 2024      | 19 luglio 2024  |

## Personaggi e interpreti

### Personaggi principali
- Angela Merkel, interpretata da Katharina Thalbach. Protagonista della serie.
- Joachim Sauer, interpretato da Thorsten Merten. Marito di Angela.
- Mike, interpretato da Tim Kalkhof. Guardia del corpo di Angela.
- Herr Hannemann, interpretato da Sascha Nathan. Commissario.
- Frau Dr. Radzinski, interpretato da Susanne Bredehöft. Medico legale.
- Marie Horstmann, interpretata da Taneshia Abt (episodio 1) e Kristin Hunold (episodio 2). Fidanzata di Mike, madre di Angelo.

## Ascolti
| Puntata | Telespettatori (Germania) | Telespettatori (Italia) |
| ------- | ------------------------- | ----------------------- |
| 1       | 3.120.000                 | 592.000                 |
| 2       | 2.360.000                 | 491.000                 |